# Johan Ketting Olivier
Johan Frans Ketting Olivier (Batavia, 21 oktober 1921 - Manyong (Zuid-Korea),15 februari 1951), was Soldaat bij het detachement Korea en Ridder in de Militaire Willemsorde.
Ketting Olivier woonde in Markelo, Twente en diende sinds 1947 bij de Technische Dienst van het Koninklijk Nederlandsch-Indisch Leger (KNIL). 26 oktober 1950 vertrok hij naar Korea, waar hij deel uit maakte van het 75 mm Terugstootloze vuurmondpeloton van de Ondersteuningscompagnie in het Nederlands Detachement Verenigde Naties.
Op 24 juni 1992 werd in Soesterberg een kazerne naar hem vernoemd: de Soldaat Ketting Olivierkazerne, wat ook de eerste keer is dat een kazerne naar een soldaat wordt vernoemd.

## Militaire Willemsorde
Johan Ketting Olivier heeft zich in de Koreaoorlog onderscheiden door buitengewone daden van moed, beleid en trouw als soldaat. In de nacht van 14 op 15 februari 1951 nabij Manyong (in de buurt van Wonju) heeft Johan zich vrijwillig gemeld voor ordonnansdienst aan zijn commandant, die op dat moment vier bijeengekomen pelotons van het Nederlands Detachement Verenigde Naties aanstuurde. Deze pelotons waren, als gevolg van voorafgaande gevechten oververmoeid. Desondanks werden de pelotons driemaal ingezet om heuvel 325 over te nemen, welke hardnekkig verdedigd werd door de vijand.
Onder zeer moeilijke omstandigheden voerde Johan zijn ordonnansdiensten uit. Kort nadat hij met zeven collega's, waaronder zijn commandant, met de bajonet op het geweer geplaatst, de vijandige linies wist te doordringen, en hierbij zijn commandant bij de derde beslissende aanval beschermde, sneuvelde hij in actie.
Bij Koninklijk Besluit van 8 mei 1951 werd besloten hem postuum de Militaire Willems-Orde 4e klasse toe te kennen. De Militaire Willems-Orde werd op 29 september uitgereikt door Koningin Juliana aan zijn zus, J.C.W. Ketting Olivier.

## Galerij

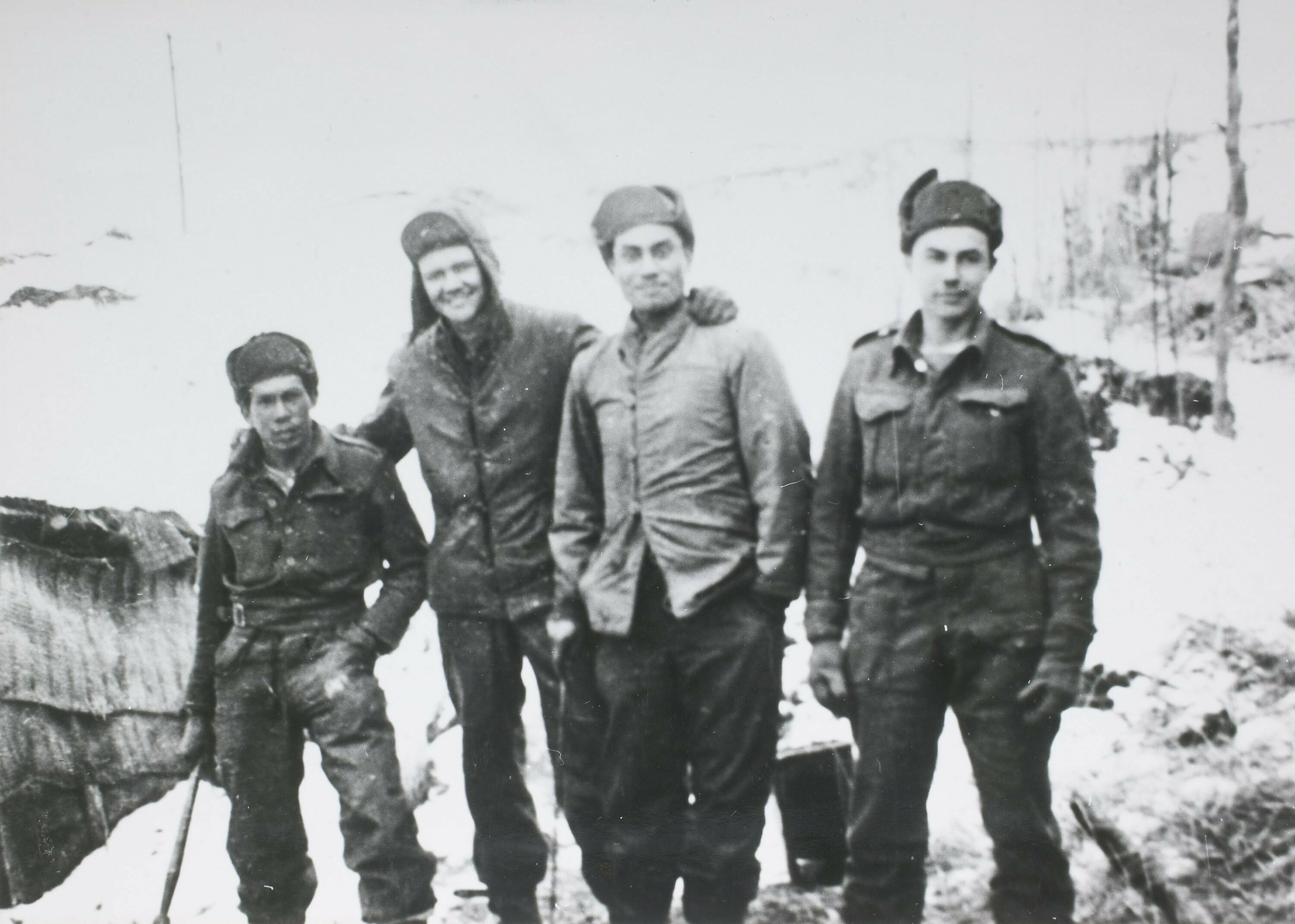
Soldaat J.F. Ketting Olivier (geheel rechts) met 3 kameraden tijdens zijn diensttijd in Korea.
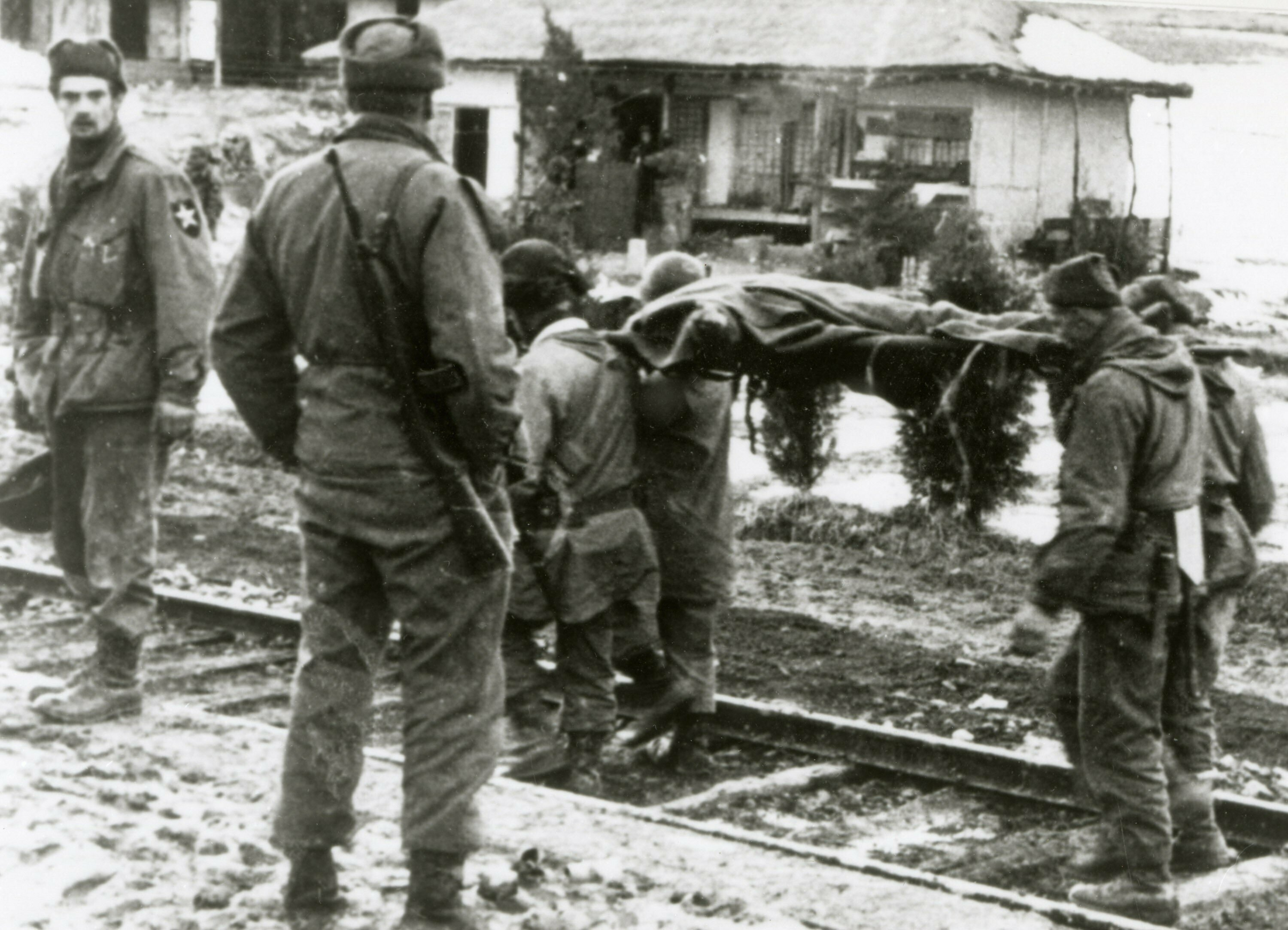
Kameraden dragen de gesneuvelde soldaat Ketting Olivier per brancard weg na zijn dood bij Hill 325.
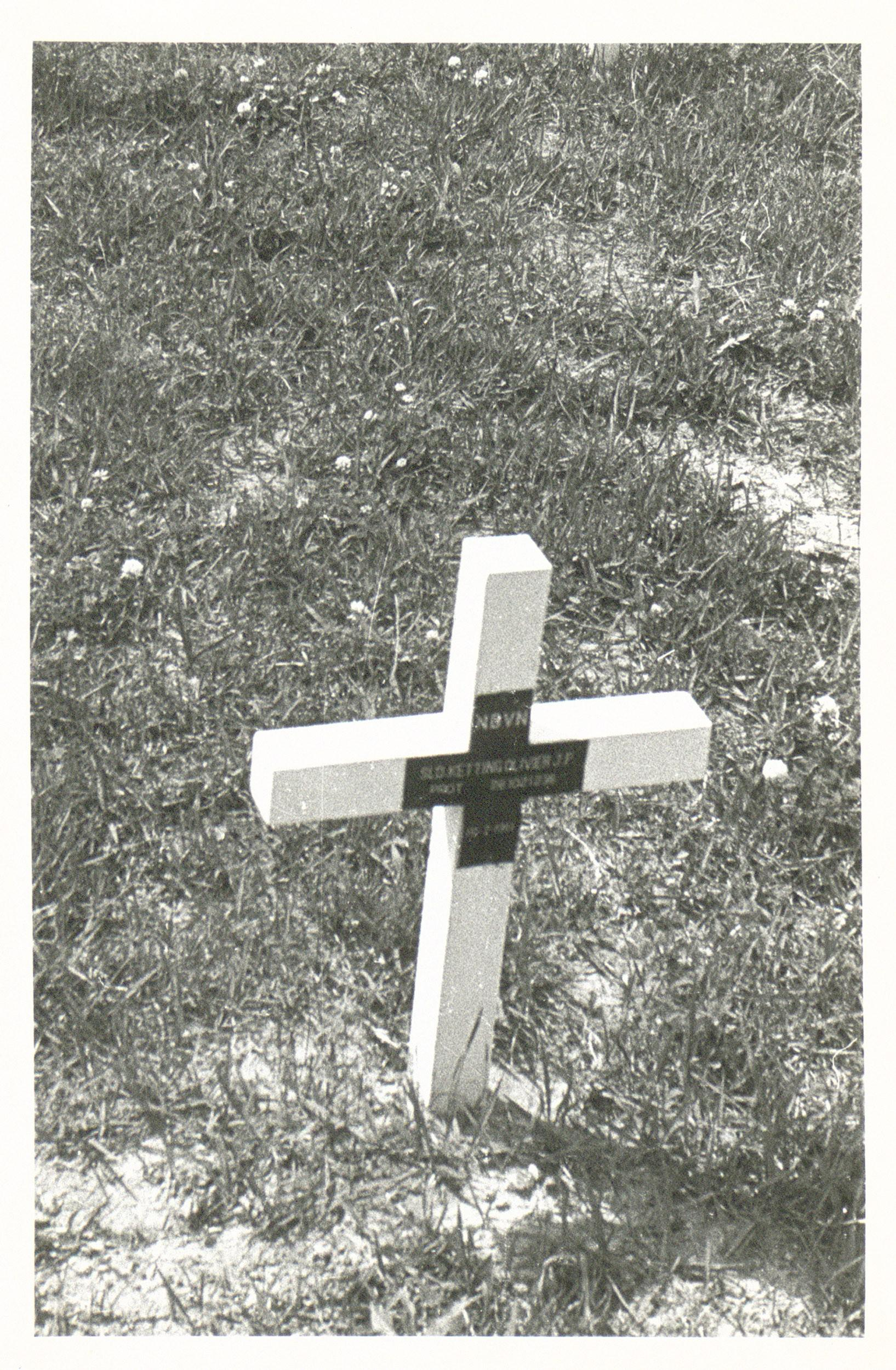
Graf van soldaat J.F. Ketting Olivier op het ereveld Busan.
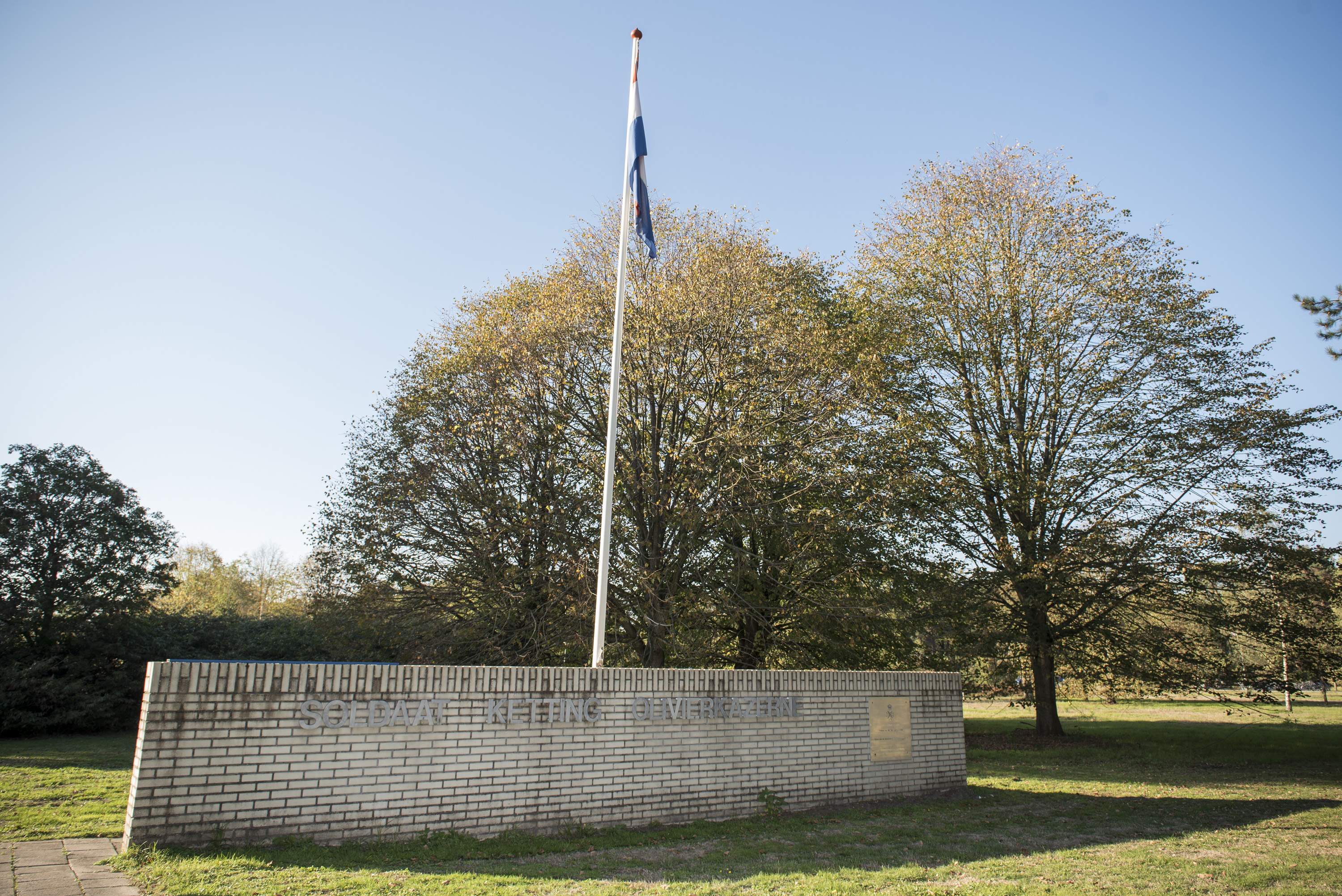
Ingang van de Soldaat Ketting Olivierkazerne langs het Zeisterspoor in Soesterberg.